# Josep Lluís Moreno Escrivà
Josep Lluís Moreno Escrivá (Riola, 1969) és un polític valencià.
Militant del Partit Socialista del País Valencià (PSPV), Josep Moreno ha treballat professionalment en l'assessorament en comunicació pública i institucional, especialitzant-se en el camp de l'aplicació dels estudis demoscòpics al disseny d'estratègies de comunicació. Fou elegit diputat a les Corts Valencianes a les eleccions de 2011.